# Lily Lau Lee Lee
En aquest nom xinès, el cognom és Lau.
Lily Lau Lee Lee (xinès: 劉莉莉; Hong Kong, 28 de desembre de 1966) és una dibuixant de còmics i activista feminista hongkonguesa. Ha estat descrita com «la primera artista de manhua autoproclamada feminista del país.»

## Vida primerenca i formació
Lau va néixer a Hong Kong el 1966. Com a dona xinesa, i la noia més jove de la família, li van fer veure nombroses limitacions a l'hora de desenvolupar-se com a persona. Les expectatives dels seus pares eren baixes i li van transmetre aquest desalè pel treball d'un inici. En canvi, una mestra va encoratjar-la a créixer en el camp de les arts, però no tenia prou recursos per a fer-ho. No va ser fins 20 anys més tard que es va adonar de les seves pròpies habilitats en el dit àmbit.
Lau es va graduar a la fi a la Universitat Politècnica de Hong Kong amb un títol en Disseny Gràfic el 1990. A continuació, va fer un màster a la Universitat de Leeds, al Regne Unit.

## Carrera
Va implicar-se en diferents formes d'activisme, fins al punt de presidir l'Associació de Hong Kong per a l'Avanç del Feminisme, que denunciava imatgeria masclista en anuncis televisius i va organitzar una gala còmica en què premiaven els més masclistes. Va passar de fer assaigs a historietes de caràcter feminista quan una acadèmica li'n va demanar per a un diari sobre gènere i sexualitat. En referència a això, Lau va declarar: «Als hongkonguesos no els agrada llegir més de 1 000 paraules. Així que si vols que els arribi el teu treball, fes còmics.»
El 1998, Lau va començar a dibuixar la tira de còmic Lily's Comix, que sortia al principi en el Hong Kong Film Weekly i posteriorment en els diaris més estesos, com ara Hong Kong Economic Journal, The Sun i Apple Daily. La tira era polèmica i notable per mostrar «nuesa i sexualitat explícitament.» Va continuar per fer altres tires per a diaris, entre els quals Beginning of the End a Hong Kong i St. John's Warts a Taiwan.
El 1998, va publicar el seu primer llibre de còmics, titulat 媽媽的抽屜在最低 - 性,性别,性别政治 (en català, En el fons de l'armari de la mama: Sexe, gènere i política de gènere). Vora els 1 000 exemplars de la primera impressió van vendre's veloçment i després se'n va editar una versió bilingüe anglès-xinès. Lau inequívocament etiqueta la seva obra com a feminista, i Wendy Siuyi Wong i Lisa Cuklan ressalten com «intencionadament hi fa intervindre política de gènere i perspectiva de gènere, tot sovint mitjançant l'observació abans que no pas amb declaracions controvertides.»
També ha publicat This Is How Stars Should Really Be (1999), un còmic antiracista en anglès i xinès, i The Beginning of the End (2001). El 2001, la seva narració Letter to a Dead Friend va donar nom a la col·lecció de còmics internacional homònima, producte d'una exhibició d'art l'any 2000 al Festival de Còmic Internacional Fumetto.